# Elesky
Elena Loredo (Gijón, Asturias, 1995), también conocida como Elesky, es una pianista, compositora, streamer de Twitch y videojugadora española.

## Biografía
Nació en 1995 en Gijón, Asturias y comenzó a tocar el piano en 2001, a la edad de 5 años, yendo a una academia y luego a un conservatorio. También puede tocar la guitarra, el ukelele, la melódica y la ocarina. Principalmente reproduce bandas sonoras de videojuegos y también relacionadas con el anime. Se dio a conocer en 2017 en Twitter con un tema de Digimon, y también interpretó temas de Animal Crossing, Spyro, The Legend of Zelda: Ocarina of Time, Pokémon Ruby y Ori and the Blind Forest, entre otras bandas sonoras de Nintendo.

Decidió estar en Twitch para recrear un concierto musical que no pudo hacer en vivo, y los espectadores que lo vieron la animaron a continuar con más transmisiones en Twitch, hasta que NZXT se comunicó con ella para ser el patrocinador.
Cantó la canción de la película Coco. Ha estudiado Arte Dramático y ha trabajado como cantante de coro en el Teatro Campoamor de Oviedo durante un año. Ha realizado apariciones en conciertos en Cometcon en Asturias, Gamepolis y Freakcon en Málaga, Retro Sevilla y Fun & Serious Games Festival en Bilbao.

## Carrera
En 2021 fichó por Giants, un grupo de streamers y creadores de contenido creado en 2020 y formado por Cabramaravilla, LittleRagerGirl, Manute, Zeling y Chuso Montero, entre otros. Ella interpretó el tema de Spider-Man: No Way Home.
Fue invitada a la 8va edición de los PlayStation Talents Awards interpretando un popurrí de música de videojuegos como Horizon Zero Dawn, God of War y Shadow of the Colossus, y ganó el premio Omniscona a mejor streamer musical español. Ha colaborado con Esportmaniacos, Amazon Music y VodafuneYu, y ha trabajado en Nintendo, PlayStation, Bethesda, Riot Games y Xbox.
En 2022 se traslada a Madrid tras firmar un proyecto con PlayStation. Presentó la UPA NEXT Reveal Party, donde se anunció el reparto de la serie de Atresmedia UPA Next, junto a Cristinini, Carolina Iglesias, Beatriz Luengo y la actriz de doblaje Elisawavess.
Participó en la Pokémon Creators Cup junto a PokeRaf, una batalla de  Pokémon Escarlata y Púrpura entre varios streamers, y también participó en la Pokémon Twitch Cup junto a Abby. Acudió a la TwitchCon Amsterdam junto a Rubius, Alexelcapo e Illojuan, entre otros.
En 2023 hizo un crossover de Dale Zelda Dale, de Ganon Rosario, interpretó a Barbie Girl y Shakira Bzrp Session como duelo Pokémon, el cual fue el video más visto en ese día con 40.000 me gusta y 2.4 millones de visualizaciones. También hizo una versión de la canción ya que era un jefe final.
Había planeado una gira de conciertos en Las Vegas en el NAB Show, pero no pudo ingresar a Estados Unidos. La razón que le dieron fue que no entró porque iba a trabajar allí y podía tomar el trabajo de un trabajador nativo.
Asistió a Gamepolis 2023 junto a Lorenzo Beteta, actor de voz de Joel en The Last of Us, y fue a Kokoro Japan Expo. 
En 2024 se convirtió en la primera streamer en jugar a la BSO de un videojuego, el indie español Eden Genesis, de Aeternum Game Studios, en el que tocaba el piano junto al compositor Juan Ignacio Teruel Torres.